# Liste der Naturdenkmale in Kyllburg
Die Liste der Naturdenkmale in Kyllburg nennt die im Gemeindegebiet von Kyllburg ausgewiesenen Naturdenkmale (Stand 4. April 2024).

## Naturdenkmale
| Nr.         | Bezeichnung                          | Lage                                                  | Beschreibung          | Bild                                    |
| ----------- | ------------------------------------ | ----------------------------------------------------- | --------------------- | --------------------------------------- |
| ND-7232-474 | Eiche mit einseitiger Krone          | zwischen Wilseckerstraße, zwischen Nr. 11 und 13 Lage | Quercus sp.           | Direkt Bild zu diesem Denkmal hochladen |
| ND-7232-475 | Altbaumgruppe auf dem Heldenfriedhof | Stiftstraße, bei Nr. 2 Lage                           | Tilia sp., zwei Bäume | Direkt Bild zu diesem Denkmal hochladen |